# Naturschutzgebiet Erlenbruch Düstere Siepen
Das Naturschutzgebiet Erlenbruch Düstere Siepen mit einer Größe von 0,61 ha liegt im Oberen Arnsberger Wald nordwestlich von Grimlinghausen im Gemeindegebiet von Bestwig. Das Gebiet wurde 2008 mit dem Landschaftsplan Bestwig durch den Hochsauerlandkreis als Naturschutzgebiet (NSG) ausgewiesen.

## Gebietsbeschreibung
Beim NSG handelt es sich um einen Erlenbruch mit dem Bach Düstere Siepen. Im NSG kommen seltene Tier- und Pflanzenarten vor.

## Schutzzweck
Das NSG soll den Erlenbruch und dessen Arteninventar schützen.
Wie bei allen Naturschutzgebieten in Deutschland wurde in der Schutzausweisung darauf hingewiesen, dass das Gebiet „wegen der Seltenheit, besonderen Eigenart und Schönheit des Gebietes“ als Naturschutzgebiet ausgewiesen wurde.